# 나탈리 아구에로
나탈리 아구에로(Natalie Aguero, 1993년 3월 23일 ~ )은 미국의 싱어송라이터이자 배우이다. 나탈리는 2011년 브릿과 스쿨 걸스의 멤버로 영입되어 활동하다가 2012년 11월에 스쿨 걸스가 해체를 하면서 솔로 활동을 하고 있다. 현재 Last First Kiss에 Kimmy 역으로 캐스팅되었다.

## 영화
| 영화 | 영화        | 영화    | 영화 |
| 년도 | 제목        | 역할    | 비고 |
| ---- | ----------- | ------- | ---- |
| 2012 | 더 원더걸스 | Natalie | 조연 |

## TV
| TV   | TV              | TV    | TV     |
| 년도 | 제목            | 역할  | 비고   |
| ---- | --------------- | ----- | ------ |
| 2014 | Last First Kiss | Kimmy | 주인공 |